# Распродаја (ТВ филм)
„Распродаја” је југословенски ТВ филм из 1988. године. Режирао га је Едуард Галић а сценарио је написао Казимир Кларић.

## Улоге
| Глумац               | Улога              |
| -------------------- | ------------------ |
| Миљенко Брлечић      | Тајник             |
| Жељко Дувњак         | Купац              |
| Шпиро Губерина       | Професор шумарства |
| Бисерка Ипса         | Господа Фукс       |
| Данко Љуштина        | Предсједник Опћине |
| Вања Матујец         | Рецепционерка      |
| Драган Миливојевић   | Пословни човјек    |
| Ања Шоваговић Деспот | Рецепционерка      |
| Љубо Зечевић         | Купац              |
| Вера Зима            | Гошћа хотела       |
| Звонимир Зоричић     | Давид Калембер     |